# Hattfjelldal
Hattfjelldal é uma comuna da Noruega, com 2 682 km² de área e 1 562 habitantes (censo de 2004). O que corresponde a uma densidade de  0,58 hab/km².